# Liste des choix de repêchages des Sharks de Los Angeles
Cette liste contient tous les joueurs de hockey sur glace ayant été repêchés par les Sharks de Los Angeles puis par les Stags du Michigan et les Blades de Baltimore, franchise de l'Association mondiale de hockey. Les joueurs listés ci-dessus n'ont pas obligatoirement joué un match sous le maillot de l'équipe. L’équipe est déménagée en 1974 au Michigan, sous le nom des Stags du Michigan, puis dans le Maryland en 1975, sous le nom des Blades de Baltimore
Elle regroupe les joueurs depuis le Repêchage de 1973 organisé par l'AMH, jusqu’au Repêchage de 1975,. Les joueurs sont classés par année de repêchage. Les deux premières colonnes donnent le rang et le tour duquel le joueur a été repêché suivis de son nom, de sa nationalité et de sa position de jeu.

## Sharks de Los Angeles

### 1973
| No  | Tour | Nom            | Nationalité | Position       |
| --- | ---- | -------------- | ----------- | -------------- |
| 8   | 1er  | Reg Thomas     | Canada      | Centre         |
| 22  | 2e   | Paul Sheard    | Canada      | Ailier gauche  |
| 34  | 3e   | Doug Gibson    | Canada      | Centre         |
| 47  | 4e   | Jim Cowell     | Canada      | Centre         |
| 50  | 4e   | Peter Crosbie  | Canada      | Gardien de but |
| 60  | 5e   | Dennis Abgrall | Canada      | Ailier droit   |
| 73  | 6e   | Stu Davison    | Canada      | Centre         |
| 86  | 7e   | David Lee      | Canada      | Ailier gauche  |
| 98  | 8e   | Sam Clegg      | Canada      | Gardien de but |
| 109 | 9e   | Randy Aimoe    | Canada      | Défenseur      |

## Stags du Michigan

### 1974
| No  | Tour | Nom               | Nationalité | Position       |
| --- | ---- | ----------------- | ----------- | -------------- |
| 4   | 1er  | Bill Reed         | Canada      | Défenseur      |
| 19  | 2e   | Rick Blight       | Canada      | Ailier droit   |
| 34  | 3e   | Barry Legge       | Canada      | Défenseur      |
| 40  | 3e   | Paul Nicholson    | Canada      | Ailier gauche  |
| 63  | 5e   | Larry Finck       | Canada      | Défenseur      |
| 78  | 6e   | Ed Johnstone      | Canada      | Ailier droit   |
| 93  | 7e   | Ron Pronchuk      | Canada      | Défenseur      |
| 108 | 8e   | Paul-André Touzin | Canada      | Gardien de but |
| 123 | 9e   | Terry Casey       | Canada      | Ailier droit   |
| 151 | 11e  | Dave Groulx       | Canada      | Centre         |
| 164 | 12e  | John Riley        | Canada      | Défenseur      |

## Blades de Baltimore

### 1975
| No | Tour | Nom              | Nationalité | Position       |
| -- | ---- | ---------------- | ----------- | -------------- |
| 3  | 1er  | Don Ashby        | Canada      | Centre         |
| 17 | 2e   | Don Cairns       | Canada      | Ailier gauche  |
| 18 | 2e   | Robin Sadler     | Canada      | Défenseur      |
| 33 | 3e   | Gordon Laxton    | Canada      | Gardien de but |
| 48 | 4e   | Rick Bourbonnais | Canada      | Ailier droit   |
| 63 | 5e   | Dale Ross        | Canada      | Centre         |